# Bistum Évreux
Das Bistum Évreux (lateinisch Dioecesis Ebroicensis, französisch Diocèse d’Évreux) ist eine in Frankreich gelegene römisch-katholische Diözese mit Sitz in Évreux.

## Geschichte
Das Bistum Évreux wurde bereits im 3. oder 4. Jahrhundert errichtet und dem Erzbistum Rouen als Suffraganbistum unterstellt. Am 29. November 1801 wurden dem Bistum Évreux Teile des Gebietes des Bistums Lisieux angegliedert.

## Weblinks

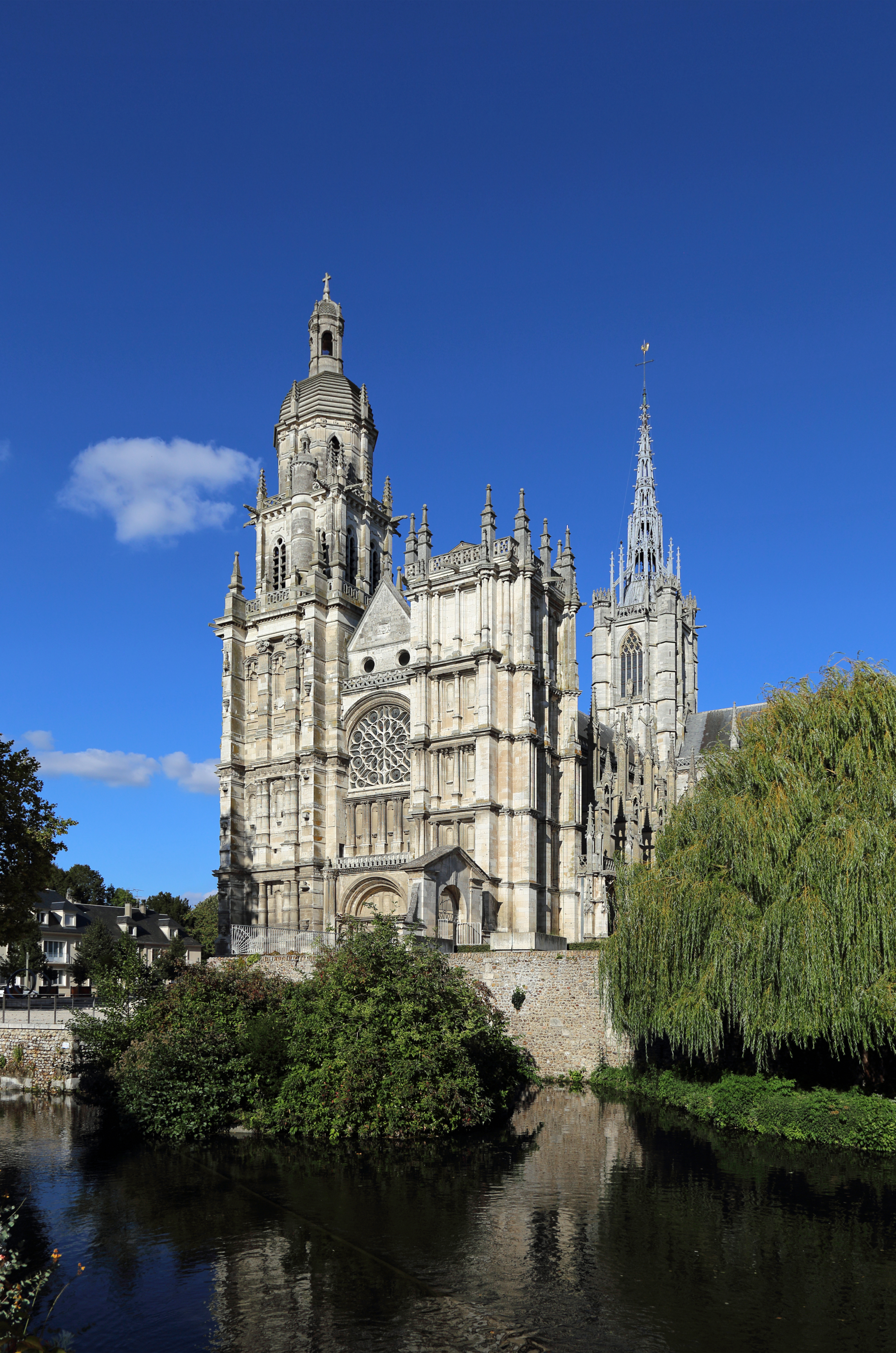
Kathedrale Notre-Dame in Évreux